# L'Abergement-Sainte-Colombe
L'Abergement-Sainte-Colombe is een gemeente in het Franse departement Saône-et-Loire (regio Bourgogne-Franche-Comté). L'Abergement-Sainte-Colombe telde op 1 januari 2022 1.235 inwoners. De plaats maakt deel uit van het arrondissement Chalon-sur-Saône.

## Geografie
De oppervlakte van L'Abergement-Sainte-Colombe bedroeg op 1 januari 2022 19,53 vierkante kilometer; de bevolkingsdichtheid was toen 63,2 inwoners per km².

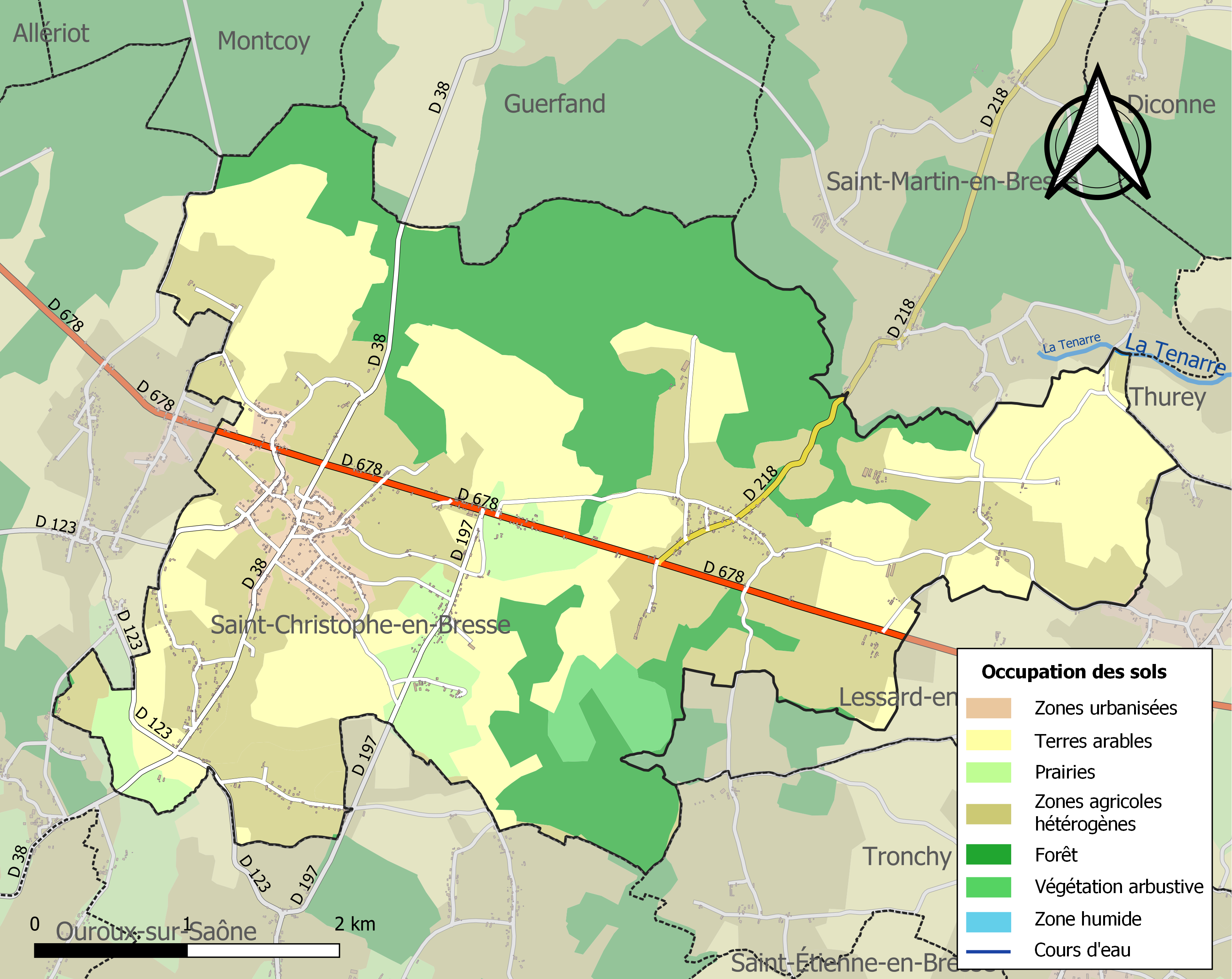
Kaart van de gemeente met de belangrijkste infrastructuur, bodemgebruik en omliggende gemeenten

## Demografie
Onderstaande figuur toont het verloop van het inwonertal (bron: INSEE-tellingen).